# 積丹半島

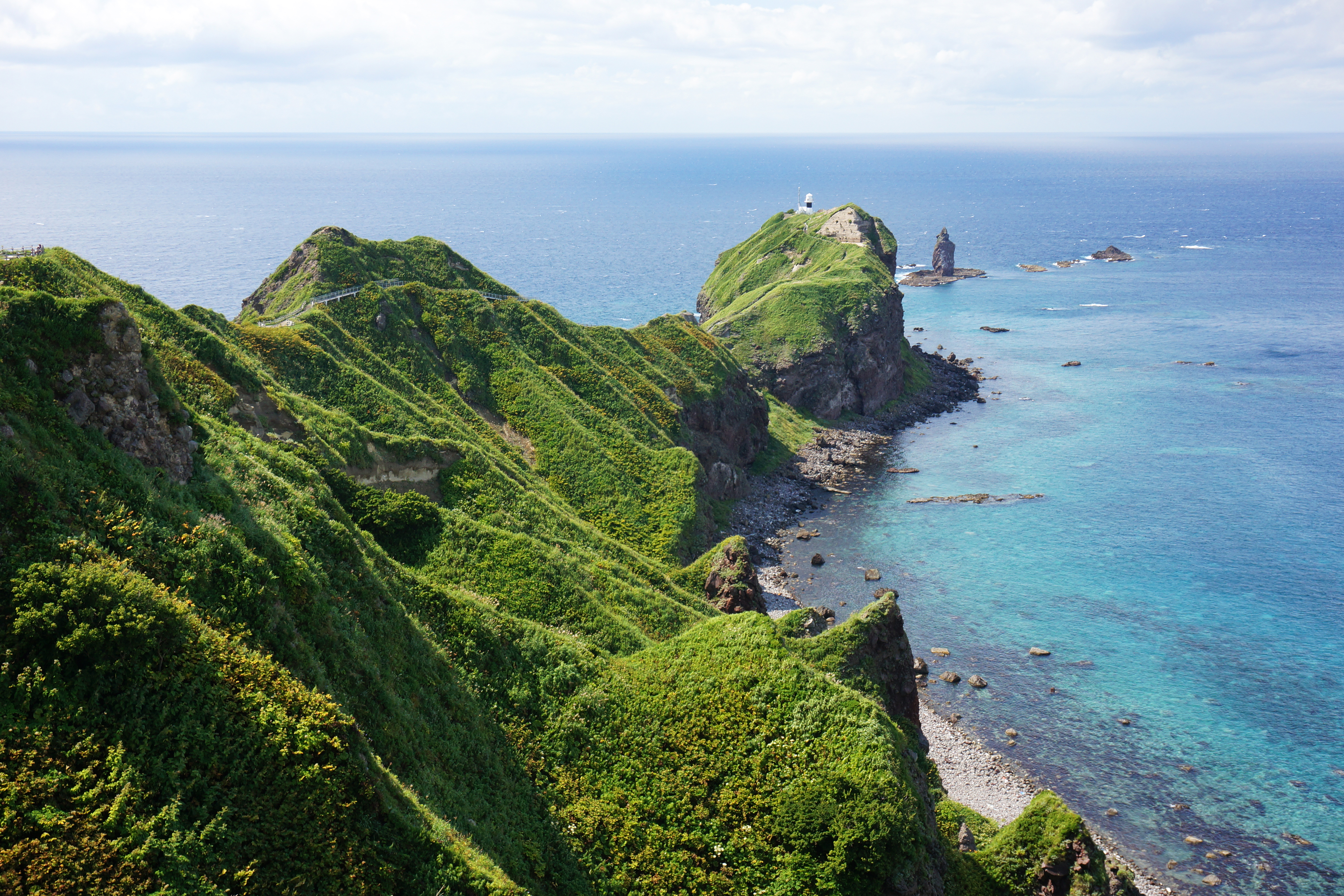
半島西北邊的海岬神威岬

積丹半島（日语：／ Shakotan hantō */?）是唯一北海道西部後志支廳的一個半島，地名來自阿伊努語的「sak-kotan」（夏天的村落）。半島全長約30公里。近年來半島上人口持續減少。半島上溫泉資源豐富，現正朝觀光地的方向發展。北海道唯一的核電站泊核電廠也位于這裡。積丹半島是新雪谷積丹小樽海岸國定公園的一部分。